# A Kék Hold völgye (film)
A Kék Hold völgye (eredeti cím: Lost Horizon) 1937-ben bemutatott fekete–fehér amerikai fantasztikus filmdráma Frank Capra rendezésében. Forgatókönyvét James Hilton Lost Horizon című regénye alapján Robert Riskin írta. Magyarországon 1941. május 2-án mutatták be.

## Cselekménye
Kínában 1935-ben kitör a polgárháború. Anglia frissen kinevezett külügyminisztere, Robert Conway író és diplomata hazautazása előtt segíti a nyugati állampolgárok kimenekítését. Öccsével, George-dzsal és néhány útitárssal repülőgépen utolsónak hagyja el a forrongó várost. Csak hajnalban veszik észre, hogy a repülőt a kijelölt pilóta helyett egy kínai vezeti, aki ismeretlen táj felé viszi őket. Végül kifogy az üzemanyag, és gépük a Himalája lakatlan vidékén ér földet, megölve az emberrablót. 
Egy kínai karaván jön segítségükre. Vezetőjük, a szűkszavú Chang csodálatos völgyben álló nagy kolostorhoz vezeti őket. Shangri-La, vagyis a Kék Hold völgyének ura a 200 éves Nagy Láma. Ebben a külvilágtól elzárt völgyben az emberek harmonikusan élnek és sokáig fiatalok maradnak. Kiderül, hogy a gép utasai nem véletlenül kerültek ide: jól ismerik Conway irodalmi munkáit, és a Nagy Láma őt szemelte ki utódjául, hogy majd őrizze meg a hagyományokat és a lélek gazdagságát, amíg a külvilágban véget ér a vihar.
Az újonnan érkezettek hamar megszeretik Shangri-Lá-t, köztük a paleontológus Alexander Lovett, a szélhámos Henry Barnard és a gyógyíthatatlan Gloria Stone, aki csodálatos módon itt meggyógyul. Robert Conway beleszeret a gyönyörű Sondrába, és már nem is vágyik innen máshová. Öccse, George azonban elhatározza, hogy új szerelmével, Mariával együtt távozik, mert nyomasztja a titokzatosság. Éppen azon a napon indul, amikor a Nagy Láma ráhagyja Conway-ra Shangri-La örökségét és meghal. Robert Conway egyedül nem engedheti el a veszélyes útra öccsét, ezért vele megy. Útközben a fiatal lány elveszíti szépségét, hirtelen megöregszik és a hegyek között meghal. George is áldozata lesz saját vakmerő elhatározásának. Bátyja, Robert Conway szerencsésen megérkezik a civilizált világba, de nem tudja elfelejteni Shangri-Lá-t. Makacs kitartással visszatér a Kék Hold völgyébe, ahol béke és boldogság honol.
Georges Sadoul francia filmtörténész könyvében nem valami kedvezően nyilatkozott Frank Caprának erről az alkotásáról. A Becsületből elégtelen című filmjét nagyra tartotta, bár abban is bírálta, hogy „a két alkotó túlságos engedményeket tett moralizáló hajlamának, s ugyanez a vonás teszi A kék hold völgye, James Hilton regényének e filmváltozatát unalmas és nevetséges allegóriává.” 

## Szereplők
- Ronald Colman  –  Robert Conway
- Jane Wyatt  –  Sondra Bizet
- H.B. Warner  –  Chang
- Sam Jaffe  –  Nagy Láma
- John Howard  –  George Conway
- Edward Everett Horton  –  Alexander P. Lovett
- Thom –  Mitchell  –  Henry Barnard
- Margo  –  Maria
- Isabel Jewell  –  Gloria Stone
- David Clyde  –  Club Steward
- David Torrence  –  miniszterelnök
- Hugh Buckler
- Val Duran
- Milton Owen
- Richard Loo
- Willie Fung
- Victor Wong